# Дарголакотты
Дарголакотты (в низовье Усиша; дарг. Дарголакъатты) — река в России, протекает в Республике Дагестан. Устье реки находится в 17 км по правому берегу реки Акуша. Длина реки составляет 27 км. Площадь водосборного бассейна — 190 км².
У восточного края водораздела Усишы и Акуши в долине реки Цианшура (короткого притока реки Усиша) находится раннепалеолитическая стоянка Мухкай I. Абсолютная высота памятника — 1619—1616 м над уровнем моря. Раскопки стоянок Мухкай 1 и Мухкай 2 показали, что на Северо-Восточном Кавказе олдован начал сменяться ашелем около 1 млн лет назад.

## Притоки
Основные притоки: Арамакотты (п), Аралахкотты (л), Эмалакуркотты (л), Чартилакотты (п), Халалалуйлакотты (п), Урхулакотты (п), Цианшури (л), Шинкваликотты (п).

## Данные водного реестра
По данным государственного водного реестра России относится к Западно-Каспийскому бассейновому округу, водохозяйственный участок реки — Сулак от истока до Чиркейского гидроузла. Речной бассейн реки — Терек.
Код объекта в государственном водном реестре — 07030000112109300001312.